# Henri van Grunsven
Henricus Adrianus Constantinus Maria (Henri) van Grunsven (Gennep, 29 maart 1904 - Breda, 27 oktober 1992) was een Nederlands burgemeester. Hij bekleedde dit ambt voor de gemeenten Horst (1934-1952) en Weert (1952-1969).

## Leven en werk
Van Grunsven werd geboren als zoon van Aldegonda Johanna Martina van Grunsven-Verzett (1869-1975) en Marcellus Franciscus van Grunsven (1864-1919), die van 1903 tot aan zijn dood op 22 oktober 1919 burgemeester was van Ottersum. Een broer van Henri van Grunsven, Marcel van Grunsven, was tussen 1926 en 1961 burgemeester van Heerlen.
Henri van Grunsven creëerde in zijn tijd bij Weert onder meer ruim 2500 nieuwe banen door het stichten van achttien nieuwe bedrijven en het uitbreiden van zeker 38 ondernemingen. Hij trouwde in 1935 in Deventer met Christine Schoemaker met wie hij vier kinderen kreeg. Van Grunsven ging met pensioen op 29 maart 1969.
Na zijn pensioen woonde Van Grunsven in Breda, waar hij op 88-jarige leeftijd overleed.
- International Standard Name Identifier: 0000 0003 9760 8364
- Nederlandse Thesaurus van Auteursnamen: 072853875
- Virtual International Authority File: 37289989
- WorldCat: E39PBJyX3GPYPYftTq7WqCX8G3